# Baltjik
Baltjik (bulgariska: Балчик, rumänska: Balcic) är en stad i regionen Dobritj i östra Bulgarien med 11 399 invånare (2015). Den ligger vid svartahavskusten, 40 kilometer norr om Varna. Staden är omgiven av vita kalkstensklippor och har en populär fribåtshamn samt en strandpromenad.

## Namn
Stavningen Baltjik är en svensk transkribering av stadens bulgariska namn; ofta används den engelska stavningen Balchik. I äldre tid har namnformen Balcic brukats.

## Historia
Redan 600 år f Kr grundades en betydande grekisk koloni på platsen, som då kallades Dionysopolis.  Själva staden grundades på 500-talet f Kr och hette ursprungligen Krunoi, källornas by, beroende på alla naturliga källor i området. Sedan kom turkarna, som styrde här i omgångar fram till 1878.  Därefter tog Rumänien över 1913-1940.

## Sevärdheter
Längs huvudgatan Cherno More ligger ett gammalt skolhus med konstgalleri, ett historiskt museum och ett etnografiskt museum. Vid postkontoret kan man ringa utomlands, och där säljs både vykort och frimärken. Det finns även internetkafé och bankomat i stadskärnan. En annan sevärdhet är den grekisk-ortodoxa S:t Nikolaus kyrka från 1865.  
Den botaniska trädgården i Baltjik började anläggas 1955 och har idag en mängd olika växtsamlingar, springbrunnar, vattenfall och sommarpaviljonger. Redan 1924 lät Drottning Maria av Rumänien, uppföra sitt sommarpalats i Baltjik och där bygga en terrass för sina sex barn. Legenden hävdar att hon där tillbringade somrarna under nästan hela 1930-talet tillsammans med sin 20-årige turkiske älskare Hasan. Förutom slott och trädgårdar finns här en av Europas största kaktusodlingar. Det är en av tre kaktusodlingar som växer ute på öppen mark och inte i växthus.

## Klimat
Temperaturen ligger normalt på 27-30 grader under sommaren, och vattentemperaturen ligger på 23-24 grader. Salthalten i Svarta havet är 1,8 procent jämfört med Medelhavets 3,8 procent.

## Vänorter
- Armutalan, Turkiet
- Süloğlu, Turkiet
- Bran, Rumänien
- Mangalia, Rumänien
- Stará Ľubovňa, Slovakien
- Hagfors, Sverige
- Cieszyn, Polen
- Tambov, Ryssland
- Galitsj, Ryssland

## Galleri

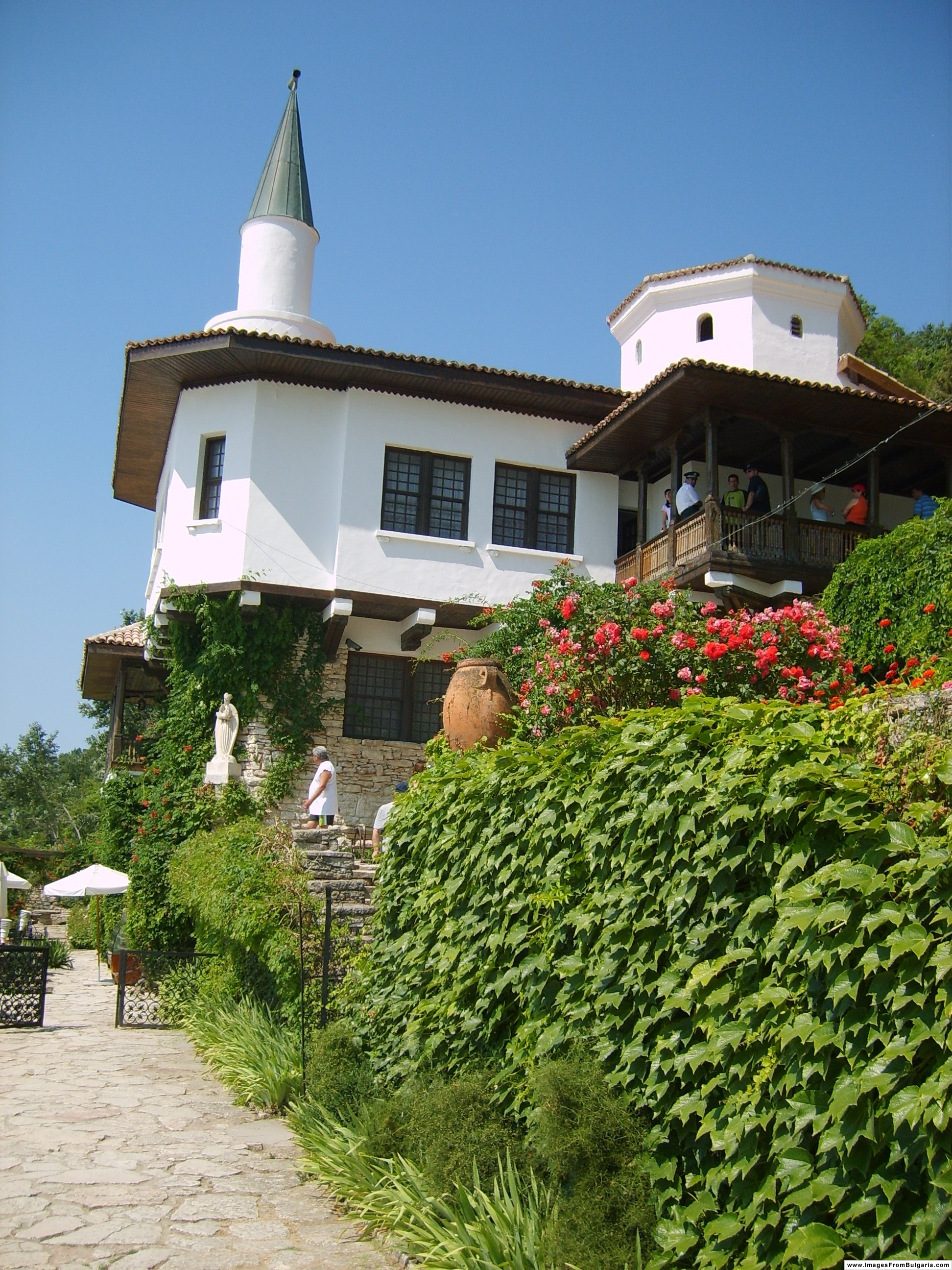
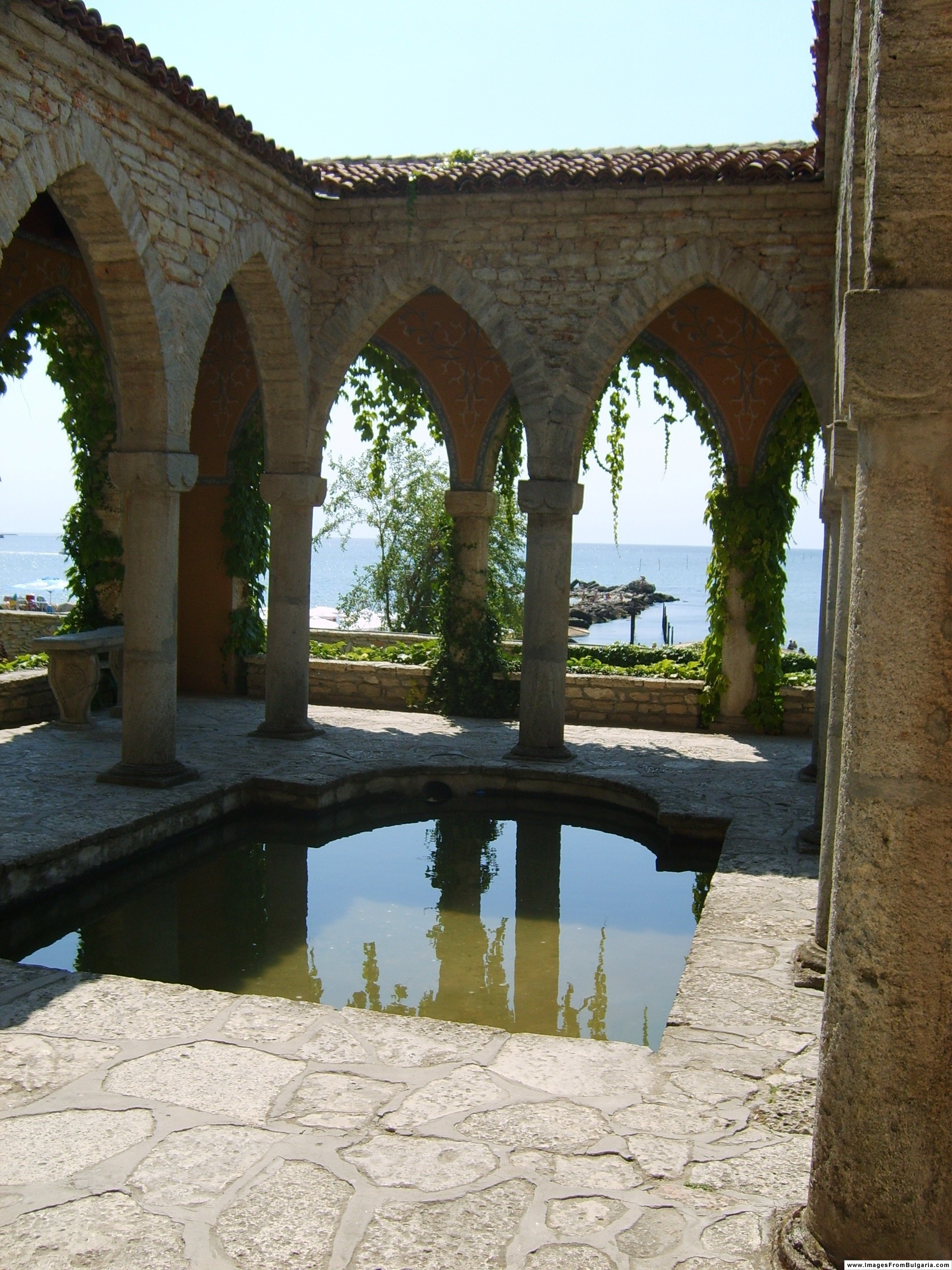
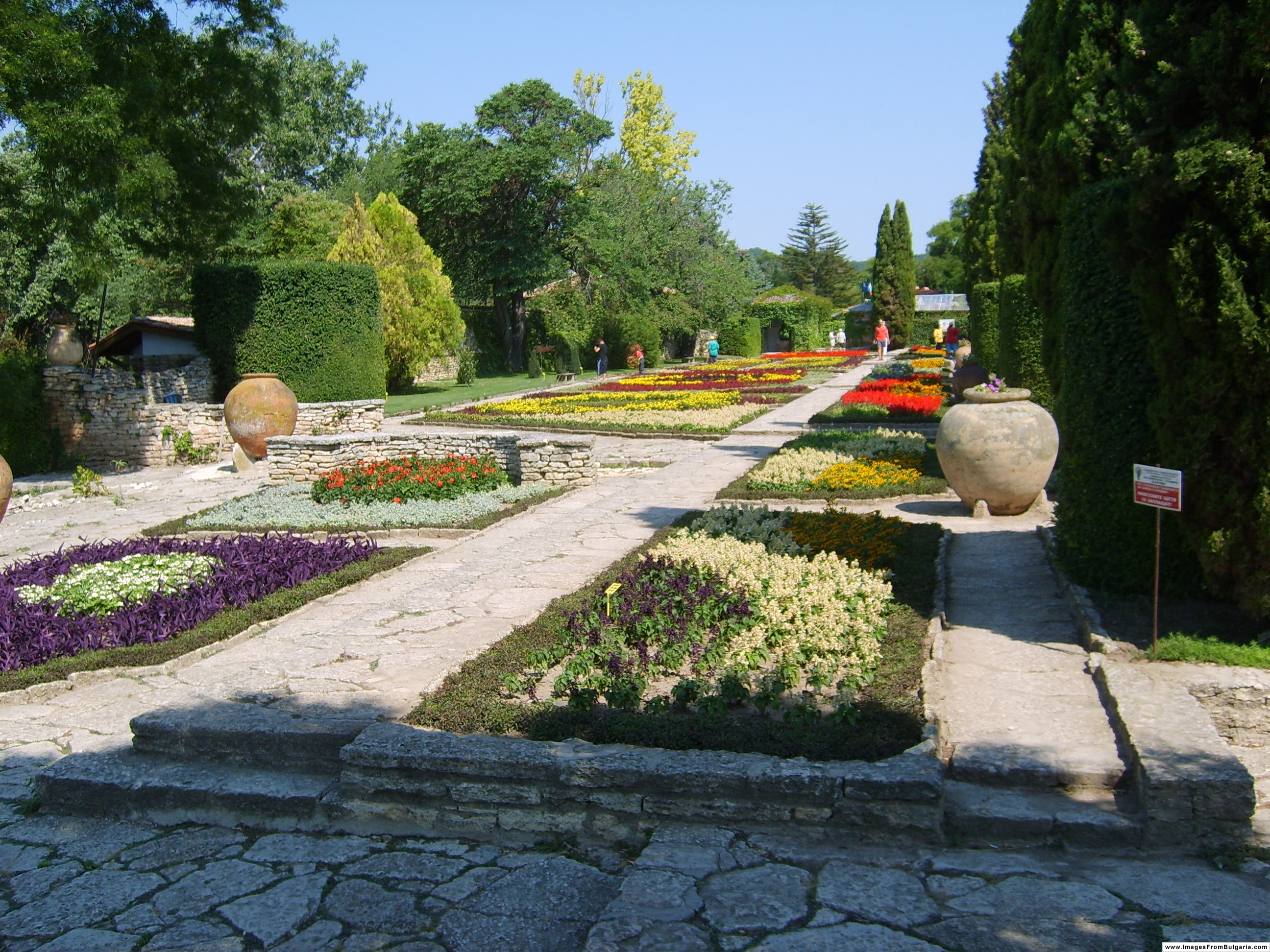